# Heinrich Blumenthal (Mediziner)
Heinrich Ludwig Johann Blumenthal (* 12. März 1804 in Hasenpoth, Gouvernement Kurland; † 10. März 1881 in Jalta, Gouvernement Taurien) war ein deutsch-baltischer Mediziner und Hochschullehrer.

## Leben

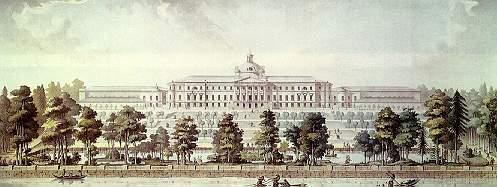
Golicyn-Hospital in Moskau

Heinrich Blumenthal wurde als Sohn des Arztes Johann Heinrich Blumenthal im russländischen Gouvernement Kurland geboren. Er erhielt Unterricht im Kirchspiel Sackenhausen in Kurland und studierte, nachdem er das Gymnasium in Gotha von 1821 bis 1822 besucht hatte, zunächst an der Universität Jena und von 1822 bis 1824 an der Universität Göttingen. Er wurde Mitglied des Corps Saxonia Jena und der Curonia Goettingensis VII (1823). 1824 setzte er an der Kaiserlichen Universität Dorpat sein Studium fort. Seit 1825 Assistent an der dortigen Universitätsklinik, wurde er 1826 zum Dr. med. promoviert.
1828 wurde Blumenthal zum a.o. Professor für Geburtshilfe und später für Therapie an die Klinik der Kaiserlichen Universität Charkow berufen. 1837 wurde er zum Inspekteur und Oberarzt des Golicyn-Hospitals und 1850 zum Oberarzt am Kaiserlichen Findelhaus in Moskau ernannt.
Von 1829 bis 1837 war Blumenthal Vorsitzender des evangelisch-lutherischen Kirchenrates in Charkow. Von 1843 bis 1868 war er in Moskau Präsident des evangelisch-lutherischen Konsistoriums.

## Ehrungen
- Ehrenvormund in der Moskauer Abteilung des Vormundschaftsrats (1868)
- Wirklicher Staatsrat, verbunden mit der Nobilitierung[4]
- Geheimer Rat (1871)

## Schriften
Blumenthal verfasste medizinische und religiöse Aufsätze für Zeitschriften. Er übersetzte 1872 die von Philaret Gumilevskij verfasste zweibändige Geschichte der Kirche Russlands vom Russischen ins Deutsche.
- Dos memorias acerca de la epidemia impropriamente llamada colera-morbo : traducidas del aleman, y publicadas de órden superior, á consecuencia del acuerdo de la Junta de Sanidad en sesion de 11 de marzo del presente año. Palmer, Havanna 1832 (Digitalisat). Darin: S. 9–28: Heinrich Blumenthal: Rápido bosquejo del llamado Cólera Indico cual ha dominando durante el año de 1830 en la parte oriental de la Rusia europea. (Kurze Beschreibung der sogenannten indischen Cholera, die im Jahre 1830 im östlichen Teil des europäischen Russlands geherrscht hat.) sowie: S. 28–42: Estracto de una carta del  Professor Rathke, fecha en Dorpat á 30 diciembre de 1830. (Auszug aus einem Brief von Professor Rathke aus Dorpat vom 30. Dezember 1830.)
- Zusammen mit N. Anke und G. Levestamm. Mittheilungen aus dem Gebiete der Heilkunde, im Verein mit mehreren praktischen Aerzten Moskaus herausgegeben von Dr. H. Blumenthal, Dr. N. Anke, Dr. G. Levestamm. Brockhaus, Leipzig 1845 (Digitalisat) Besprechung durch Maximilian von Heine in: Medicinische Zeitung Russlands. St. Petersburg, 2. Jg. (1845), S. 278–280 (Digitalisat)
- Einige medicinisch-statistische Bemerkungen über die Bevölkerungsverhältnisse Russlands. Von Dr. Blumethal. Oberarzt des Erziehungshauses in Moskau. In: Medicinische Zeitung Russlands. St. Petersburg, 17. Jahrgang (1860), S. 7–8 (Digitalisat); S. 13–16 (Digitalisat); S. 22–24 (Digitalisat); S. 29–30 (Digitalisat)
- Medicinischer Bericht des Findelhauses in Moskau für das Jahr 1859. Vom Oberarzte desselben Dr. H. Blumenthal. In: Medicinische Zeitung Russlands. St. Petersburg, 17. Jahrgang (1860), S. 113–117 (Digitalisat); S. 124–125 (Digitalisat)
- Als Übersetzer von: Philaret. Geschichte der Kirche Russlands. Frankfurt 1872, Band I (Digitalisat) Band II (Digitalisat)